# Leszek Zachara
Leszek Zachara (ur. 11 czerwca 1966 w Rabce, zm. 22 maja 2005 tamże) – polski grafik, ilustrator książek dla dzieci, dekorator, nauczyciel plastyki.

## Życiorys
Był najmłodszym z czwórki dzieci Marii i Franciszka Zacharów. Ukończył Państwowe Liceum Sztuk Plastycznych im. Antoniego Kenara w Zakopanem w 1986 roku. Po odbyciu dwuletniej, zasadniczej służby wojskowej wrócił do rodzinnego miasta, gdzie pracował jako nauczyciel plastyki w Szkole Podstawowej nr 1 w Rabce. Od 1 września 1990 r. był instruktorem rysunku i malarstwa w Ognisku Pracy Pozaszkolnej w Rabce, a od 1 września 2000 r. uczył także plastyki w Gimnazjum nr 1 w Rabce. W 1997 r. ukończył zaocznie wychowanie plastyczne na Wydziale Pedagogicznym Wyższej Szkoły Pedagogicznej w Krakowie (obecnie Uniwersytet Pedagogiczny), uzyskując dyplom z malarstwa u Aleksandra Pieńka. Zmarł śmiercią samobójczą w 22 maja 2005 roku  w Rabce. Autor m.in. projektu pomnika męczeństwa żołnierzy Związku Walki Zbrojnej AK poległych i zamordowanych za ojczyznę w latach 1939–1945 w Rabce-Zdroju (2003).